# شهرستان کردکوی
شهرستان کردکوی از شهرستان‌های استان گلستان در ایران است. شهر کردکوی مرکز این شهرستان است. زبان مردم این شهرستان زبان مازنی هست.

## تقسیمات کشوری
- بخش مرکزی شهرستان کردکوی
  - دهستان چهارکوه
  - دهستان سدن‌رستاق شرقی
  - دهستان سدن‌رستاق غربی

شهر: کردکوی

## موقعیت و مشخصات
شهرستان کردکوی در غرب استان گلستان واقع شده‌است. این شهرستان از شمال به شهرستان ترکمن از جنوب به رشته کوه‌های البرز شرقی و استان سمنان، از شرق به شهرستان گرگان و از غرب به شهرستان بندرگز محدود می‌باشد.
جمعیت شهرستان کردکوی در سال ۱۳۸۵، برابر با ۶۷٫۸۲۳ نفر بوده‌است.

## ویژگی‌های جغرافیایی
ناهمواری‌ها: جنوب این شهرستان را ارتفاعات البرز شرقی تشکیل می‌دهد، که مهم‌ترین کوه‌های آن درازنو و زمه کوه، چلستان، جهان‌نما، پلاش و حداکثر ارتفاع آن از سطح دریا به ۳۵۰۰ متر می‌رسد.
بخش شمالی شهرستان از زمین‌های جلگه‌ای هموار با شیب ملایم تشکیل و به زمین‌های بندرترکمن، رودخانه قره سو و خلیج گرگان منتهی می‌گردد.
آب وهوا: به توجه به موقعیت جغرافیایی، ارتفاع و امتداد کوه‌ها و نزدیکی به دریای خزر، این شهرستان در قسمت جلگه‌ای دارای آب و هوای معتدل مرطوب و در قسمت کوهستانی، دارای آب و هوای معتدل کوهستانی است.
پوشش گیاهی این شهرستان با توجه به ارتفاع زمین متنوع است. کوهپایه‌ها، زمین‌های زراعتی توأم با چمن زارها گسترش دارند. تا ارتفاع ۲۴۰۰ متری را جنگل‌های انبوه پوشانده‌است. در ارتفاعات پایین درختان ممرز، انجیلی، توسکا، آزاد، لرگ و در ارتفاعات متوسط راش، ملچ، نمدار، افرا و در ارتفاعات بالاتر در ختان ارس، بلوط و سرو کوهی می‌رویند. در جنوب کردکوی جنگل تا خط الراس کوه‌های درازنو گسترش داشته و یکی از انبوه‌ترین مناطق جنگل‌های خزری به‌شمار می‌رود.
حوزه آبریز: در شهرستان کردکوی با توجه به شرایط آب و هوایی، بیشترین بارش در فصول پاییز و زمستان صورت می‌گیرد. بارش سالانه در کردکوی تا حدود ۵۷۰٫۵ میلی‌متر می‌رسد. شیب تند زمین، رودهای مناسبی را به وجود آورده‌است. در ضلع شمالی البرز رودخانه‌های زواردشت، غازمحله کردکوی، ششدانگ بالاجاده، غرب بالاجاده و میاندره، را می‌توان نام برد که به رودخانه قره سو وارد و از شمال کردکوی به خلیج گرگان می‌ریزد.

## اقتصاد
کشاورزی از ارکان اصلی اقتصاد این شهرستان به‌شمار می‌رود. از محصولات مهم کشاورزی پنبه، گندم، برنج و سویا است. شهرستان کردکوی دارای مراتع غنی و جنگلی و چمنزارهای ییلاقی است. به سبب حاصلخیزی منطقه و توسعه کشاورزی بیشتر صنایع این شهرستان در رابطه با محصولات کشاورزی تأسیس شده‌است. از مهم‌ترین آن‌ها کارخانه پنبه پاک کنی، صابون سازی، روغن کشی، شالیکوبی، چوب بری، و خوراک ماکیان و نئوپان را می‌توان نام برد. از صنایع دستی این شهرستان حصیربافی، نمدزنی، بافتن چادرشب محلی و جوراب پشمی است.